# New Hampshire
New Hampshire er en amerikansk delstat. Delstatens hovedstad hedder Concord, mens Manchester er den største by. Delstaten har omkring 1.377.529(2020) indbyggere.
New Hampshire blev optaget som USA's 9. delstat den 21. juni 1788.

## Historie
Forskellige algonquian-stammer boede i området før de europæiske bosættelser. Europæere udforskede området i 1600-1605 og bosatte sig i 1623. I 1631 omfattede området Upper Plantation det nuværende Dover, Durham og Stratham og i 1679 blev det en kongelig provins.
Ivy League-universitet Dartmouth College, der ligger i  Hanover ved  Connecticut-floden, blev grundlagt i 1769.
Den var en af de 13 oprindelige kolonier, der gjorde oprør mod briterne ved USA's uafhængighedskrig, På den tid var New Hampshire en delt provins. Det økonomiske og sociale liv drejede sig om savmøller, skibsværfter, pakhuse og bykerner. Rige købmænd byggede mægtige huse, møblerede dem med luksusmøbler og investerede deres kapital i handel og landejendom. Modsat udviklede der sig en klasse af daglejere, søfolk, tjenere og slaver. New Hampshire var den første delstat, der erklærede sin uafhængighed, men det eneste slag, der blev udkæmpet i området, var angrebet den 14. december 1774 på Fort William and Mary i Portsmouth. Det skaffede betydelige mængder våben og krudt.
New Hampshire blev et kerneland for det demokratiske parti, og ved præsidentvalget i 1852 sendte delstaten Franklin Pierce til Det Hvide Hus som USA's 14. præsident. Industrialiseringen skabte mange tekstilfabrikker, som tiltrak mange indvandrere fra Quebec og Irland. De nordlige dele af delstaten producerede tømmer og fik turistattraktioner. Efter 1960 kollapsede tekstilindustrien, men delstatens økonomi vandt styrke igen, da New Hampshire blev et centrum for højteknologi og serviceydelser.
Siden 1952 har New Hampshire fået national og international opmærksomhed for sit primærvalg, som afholdes tidligt i hvert år med præsidentvalg. Primærvalgene blev hurtigt den vigtigste test af de demokratiske og republikanske kandidater, der kæmper for nominering. New Hampshire får sammen med Iowa en stor medieopmærksomhed ved primærvalgene.

## Politik
New Hampshires guvernør er republikaneren Chris Sununu, og delstaten har to demokratiske senatorer i USA's Senat, mens delstatens to pladser i Repræsentanternes Hus er besat af demokrater.
Kongressen i New Hampshire har to kamre med et Repræsentanternes Hus og et Senat. Efter valget i 2008 er 13 ud af 24 senatorer kvinder, hvilket ikke før er forekommet i nogen delstat.
New Hampshire har været domineret af det republikanske parti, og delstaten anses for at være den mest konservative i det nordøstlige USA. Delstaten stemte for demokraten Bill Clinton i 1992 og 1996 og for Barack Obama i 2008, men før havde kun tre demokratiske præsidentkandidater vundet delstaten: Woodrow Wilson, Franklin D. Roosevelt og Lyndon B. Johnson.

I de senere år er delstaten blevet en svingstat i national politik. New Hampshire var den eneste delstat, som gik fra at støtte George W. Bush ved præsidentvalget i 2000 til at støtte  demokraterne ved præsidentvalget i 2004, hvor 50,2 % af stemmerne og dermed de fire valgmandsstemmer gik til John Kerry. 
Skiftet mod demokraterne blev endnu stærkere ved midtvejsvalgene i 2006, hvor  demokraterne fik begge pladser i Repræsentanternes Hus i Washington D.C., hvor demokraternes guvernør blev genvalgt med 74% af stemmerne, og hvor demokraterne opnåede flertal i begge kamre i parlamentet for første gang siden 1911. Før 2006 var New Hampshire den eneste delstat i New England, hvor republikanerne havde flertallet i begge kamre.
New Hampshire er internationalt kendt for sine primærvalg, de første valg i præsidentvalgscyklusen hver fjerde år, som tiltrækker megen opmærksomhed. I byerne Dixville Notch og Hart's Location stemmer de få indbyggere ved midnatstid den tirsdag, hvor primærvalget afholdes. Delstatens lovgivning giver mulighed for, at byer, hvor alle registrerede vælgere har afgivet deres stemme, kan afslutte afstemningen og offentliggøre resultatet, og derfor er disse byers resultater traditionelt de første.

## Geografi
New Hampshire er en del af New England-regionen. Det grænser til Quebec i Canada mod nord og nordvest, til Maine og Atlanterhavet mod øst, til Massachusetts mod syd og til Vermont mod vest. New Hampshire har den korteste havkyst blandt alle de af USA's delstater, der er kyststater. Kysten er ca. 29 km lang.
Bjergkæden White Mountains går gennem den nordligt centrale del af New Hampshire, og bjerget Mount Washington er det højeste i det nordøstlige USA med 1.917 m. Den sydvestlige del af delstaten er mere flad.

Større floder er den 177 km lange Merrimack River, som gennemskærer den nedre del af delstaten fra nord til syd. 
Den 670 km lange Connecticut River starter ved Connecticut Lakes i New Hampshire og flyder sydover til Connecticut og danner den vestlige grænse mod Vermont.
New Hampshire er den næstmest skovdækkede delstat i USA efter Maine, regnet i procent af arealet, der er dækket af skov. Skoven er bl.a. fremkommet på grund af, at mange gårde er blevet forladt i det 20. århundrede.

### Større byer
- Manchester
- Nashua
- Portsmouth

## Økonomi
Bureau of Economic Analysis har anslået, at New Hampshires bruttodelstatsprodukt i 2003 var 49 mia. USD. Den gennemsnitlige indkomst var 37.835, den sjettehøjeste i USA, og 110% af det nationale gennemsnit på 34.495 USD. Delstatens landbrugsprodukter omfatter bl.a. mælkeprodukter, kødkvæg, æbler og æg. Dens industriproduktion består bl.a. i maskiner, elektrisk udstyr, gummi og plasticprodukter samt turisme.
New Hampshire oplevede en betydelig ændring i sit økonomiske grundlag i sidste århundrede. Historisk set var økonomien baseret på traditionelle fremstillere af tekstiler, sko og mindre maskiner, der anvendte lavtlønnet arbejdskraft fra gårde og dele af Quebec. I dag er disse sektorers andel af den samlede produktion kun 2 % for tekstiler, 2 % for lædervarer og 9% for maskinfremstilling. Disse erhvervssektorer oplevede en kraftig nedgang på grund af overflødige fabrikker og billig arbejdskraft sydpå.
Delstaten har hverken moms og ingen indkomstskat, men beskatter renteudbytte. New Hampshire har til gengæld relativt høje ejendomsskatter, men delstatens skattebyrde er samlet set den næstlaveste i USA.

## Demografi
I 2005 havde New Hampshire en anslået befolkning på 1.309.940, hvilket var en stigning på 6,0 % siden 2000. I 2004 var 4,9 % af befolkningen født i udlandet.

### Ophav
De største ophavsgrupper i New Hampshire er: 
- 26.6 % fransk-amerikanere, inkl. fransk-canadiere
- 21.1 % irsk-amerikanere
- 20.1 % engelsk-amerikanere
- 10.3 % tysk-amerikanere
- 10.4 % italiensk-amerikanere
- 7.8 % skotsk-amerikanere

Efterkommere fra kolonitiden yankees bor i alle egne af New Hampshire.
De store grupper af irsk-amerikanere og fransk-canadiere stammer primært fra arbejdere ved fabrikker, og mange bor stadig i tidlige industribyer som Manchester. New Hampshire har den højeste andel i USA af befolkningen, der nedstammer fra franskmænd/fransk-canadiere. Den højeste befolkningstilvækst foregår langs den sydlige grænse, som er i pendlerafstand fra Boston og andre større byer i Massachusetts.
Ifølge folketællingen i 2000 har 3,41 % af befolkningen fransk som modersmål, mens 1,6 % har spansk.

### Religion
De religiøse tilhørsforhold i New Hampshire er (oprunding giver højere sum end 100):
- Kristne – 80 %
  - Protestanter – 43 %
    - Kongregationalistkirken/United Church of Christ – 7 %
    - Baptister – 7 %
    - Anglikanere – 4 %
    - Metodister – 3 %
    - Andre protestanter – 22 %

  - Katolikker – 35 %
  - Andre kristne – 2 %
- Jøder – <1 %
- Muslimer – <1 %
- Andre religioner – 1 %
- Ikke-religiøse – 19 %

## Ekstern henvisning
- Delstaten New Hampshires officielle hjemmeside (engelsk)

44°00′N 71°30′V / 44°N 71.5°V.